# Saint-Étienne
Saint-Étienne (magyaros kiejtése kb. „szentétyjen”) város Franciaország Auvergne-Rhône-Alpes régiójában, Loire megyében. Lyontól 60 kilométerre délnyugati irányban helyezkedik el. Franciaország kulturális és történelmi városa címet viseli.

## Története
Saint-Étienne Franciaország egyik legjelentősebb iparvárosa, amelynek fejlődése igazából a 19. századhoz kötődik, bár már a XII. században ismerték a Furan folyó völgyében fekvő települést. A XVI. században indult meg a környéken a szénbányászat, a helyi szénre alapult ipar gyorsan fejlődött. Igen korán, már a XIII. században kezdték a fegyverek készítését, előbb késeket, kardokat, majd korszerű tűzfegyvereket, s ma is van a városban fegyvergyár.
A város tulajdonképpen egyetlen, 6 kilométer hosszú főútvonal, a Grande-rue mentén fekszik.

## Demográfia
| Év   | Lakosság |
| ---- | -------- |
| 1800 | 16 259   |
| 1851 | 56 003   |
| 1901 | 146 559  |
| 1911 | 148 656  |
| 1921 | 167 967  |

| Év   | Lakosság |
| ---- | -------- |
| 1926 | 193 737  |
| 1946 | 177 966  |
| 1962 | 210 311  |
| 1968 | 223 223  |

| Év   | Lakosság |
| ---- | -------- |
| 1975 | 220 181  |
| 1982 | 204 955  |
| 1990 | 199 396  |
| 1999 | 180 210  |
| 2010 | 171 260  |

## Látnivalók
- Église St-Étienne
- Église Ste-Merie
- Palais des Arts – művészetek palotája, ahol szépművészeti, fegyver- és bányászati kiállítások kaptak helyet.
- Maison de la Culture – színház, mely 1969-ben épült.

## Oktatás
- EMLYON Business School

## Testvérvárosok
- Annába - 1981 óta
- Besztercebánya - 2006 óta
- Ben Arúsz - 1994 óta
- Coventry - 1955 óta
- Des Moines - 1984 óta
- Ferrara -  1960 óta
- Fez - 2006 óta
- Geltendorf - 1966 óta
- Granby - 1960 óta
- Katowice - 1994 óta
- Luhanszk - 1959 óta
- Nazrat-Illit - 1974 óta
- Oeiras - 1995
- Pátra - 1990 óta
- Toamasina - 1967 óta
- Varsó - 1995 óta
- Windsor - 1963 óta
- Wuppertal - 1960 óta
- Hszücsou - 1984 óta